# Lenguas yeniseicas
Las lenguas yeniseicas (también llamadas yeniseanas, yeniseas o ket); forman una familia lingüística hipotética que pertenece al conjunto de las lenguas paleosiberianas. Las lenguas de esta familia se hablan en Siberia occidental, sobre el curso medio del río Yeniséi en la región de Krasnoyarsk.
El antiguo nombre de la familia, derivado del antiguo nombre de la lengua ket, era yeniséi-ostyak. Este nombre puede llevar a confusión ya que el ostyako es el antiguo nombre para el jant (inglés khant, alemán chant), lengua perteneciente a las lenguas fino-ugrias y por lo tanto de la familia urálica.
Solamente sobrevive una lengua de la familia: el ket, con aproximadamente 200 hablantes en 2010, ya que el yugh se considera extinto.

## Lenguas de la familia
Se conocen cinco lenguas que actualmente se adscriben a la familia yenisea, de las cuales actualmente sólo sobrevive una de ellas, las otras desaparecieron entre los siglos XVIII y XXI, aunque se han conservado algunos testimonios de las mismas que permiten clasificarlas:
A las lenguas yeniseianas meridionales pertenecían:
- arin (†)
- kott (†)

A las lenguas yeniseianas septentrionales:
- ket (210 hablantes)
- yugh o sym (†)
- pumpokol  (†)

Otro posible miembro desaparecido de la familia es el assan.
Los hablantes de estas lenguas cambiaron al ruso, como es el caso de los arin, o a lenguas túrquicas como los kot, cuyos descendientes pertenecen a los charkasos. Los hablantes de la lengua ket fueron forzados por el gobierno soviético a aprender únicamente ruso lo cual afectó el traspaso generacional del idioma.

### Idioma ket
El ket (los hablantes llaman a la lengua ostygan) es una lengua tonal, con 5 tonos distintos y una estructura fonética poco habitual.
En 1930, 1988 y 1991 se crearon alfabetos para esta lengua, el último basado en la escritura cirílica.
Se han realizado esfuerzos para introducir la lengua en las guarderías y los colegios. Sin embargo el estatus social de la lengua permanece bajo, por lo que se teme que desaparezca.

### Idioma symoyugo
El dialecto del ket hoy desaparecido que se hablaba a lo largo del río Sym, se clasifica actualmente como lengua aparte por su gran diferencia con el dialecto imbatsk.

## Parentesco con otras familias

Lenguas dené-yeniseas de acuerdo con la hipótesis de E. Vajda.

En marzo de 2008, Edward Vajda de la Western Washington University publicó un trabajo en el que planteó evidencia léxica y morfológica que apunta a una relación entre las lenguas yeniseicas y la familia na-dené de América del Norte. Aunque este trabajo contó con una buena recepción entre algunos especialistas,
Lyle Campbell ha hecho una crítica sobre la propuesta de Vajda y muestra que la evidencia no es sólida, por lo que se debe seguir indagando antes de considerar que la relación está demostrada.
|  | Tlingit                                           |
|  |                                                   |
|  | \| \| Eyak \| \| \| \| \| \| Atabasco \| \| \| \| |
|  |                                                   |
|  | Eyak                                              |
|  |                                                   |
|  | Atabasco                                          |
|  |                                                   |

|  | Eyak     |
|  |          |
|  | Atabasco |
|  |          |

|  | Tlingit                                           |
|  |                                                   |
|  | \| \| Eyak \| \| \| \| \| \| Atabasco \| \| \| \| |
|  |                                                   |
|  | Eyak                                              |
|  |                                                   |
|  | Atabasco                                          |
|  |                                                   |

|  | Eyak     |
|  |          |
|  | Atabasco |
|  |          |

## Comparación léxica
Los numerales en diferentes lenguas yeniseas son:
| GLOSA | Yenisei septentrional         | Yenisei septentrional     | Yenisei septentrional | Yenisei septentrional | Yenisei meridional   | Yenisei meridional     | Yenisei meridional | PROTO- YENISEI |
| GLOSA | Ket                           | Yugh                      | Pumpokol              | PROTO- YENISEI N.     | Kott                 | Arin                   | PROTO- YENISEI S.  | PROTO- YENISEI |
| ----- | ----------------------------- | ------------------------- | --------------------- | --------------------- | -------------------- | ---------------------- | ------------------ | -------------- |
| '1'   | qɔˀk (an.) qūsʲ (in.)         | χɔˀk (an.) χus̝~qusʲ (in.) | χúta                  | *χūča (*χūša)         | huːča                | qúsej                  | *χūča (*χūšaj)     | *χūča (*χūša)  |
| '2'   | ɨ̄n                            | ɨ̄n                        | híneaŋ                | *hɨn-                 | iːna                 | kína                   | *xina              | *xɨna          |
| '3'   | dɔˀŋ                          | dɔˀŋ                      | dóŋa                  | *doŋa                 | toːŋa                | toŋa                   | *toŋa              | *doʔŋa         |
| '4'   | sʲīk                          | sik                       | cía-ŋ                 | *siga                 | šégaŋ                | šaja                   | *šaj-ga            | *sika          |
| '5'   | qāk                           | χak                       | χej-laŋ               | *qal-ga               | χeːgä                | qala                   | *qaj-ga *qala      | *qäka          |
| '6'   | ā ~ à                         | aʰː / aˑ                  | ággiaŋ                | *ag-                  | χel-uːča             | ögga                   | *5+1 *ög-ga        | *ʔaχʌ          |
| '7'   | ɔˀn                           | ɔˀn                       | ón'aŋ                 | *on-                  | χel-iːna (= 5 + 2 )  | in'a                   |                    | *ʔoʔn          |
| '8'   | ɨnam bənʲsʲaŋ qō (= 10 - 2 )  | (bɔsim)                   | hinbásiaŋ             | *10-2                 | χal-toːŋa (= 5 + 3 ) | kinamančau (= 10 - 2 ) |                    |                |
| '9'   | qusʲam bənʲsʲaŋ qō (= 10 - 1) | (dɛbet)                   | χúta hamósa χajáŋ     | *10-1                 | čumu-aːga            | kusamančau             | *10-1              |                |
| '10'  | qō                            | χo                        | χajáŋ                 | *χo-                  | haːga                | qoa                    | *χo-ga             | *χɔɢa          |
Las diferencias en el numeral '1' se refieren a la diferenicia de género: animado/inanimado. Los términos entre paréntesis para el yugh indican que se trata de préstamos léxicos procedentes del ruso.